# Masdevallia sotoana
Masdevallia sotoana är en orkidéart som beskrevs av H.Medina och Franco Pupulin. Masdevallia sotoana ingår i släktet Masdevallia och familjen orkidéer. Inga underarter finns listade i Catalogue of Life.